# Шалено багаті азійці
«Шалено багаті азійці» (англ. Crazy Rich Asians) — комедійна стрічка 2018 року про американку, яка поїхала на батьківщину нареченого у Сингапур, де дізналася, що він походить з неймовірно багатої родини. Жінка стикається з несприйняттям матір'ю майбутнього чоловіка та стає мішенню для заздрісних жінок.

## Сюжет
Лондон. 1995 рік. Сім'я Янг із Сингапуру купила розкішний готель Калторп.
Нью-Йорк. 2018 рік. Викладач університету Рейчел Ву зустрічається зі своїм колегою Ніком Янгом. Він її запрошує відвідати весільну церемонію найкращого друга, Коліна, в Сингапурі. Про приїзд стає відомо матері Ніка, Елеонор, яка незадоволена, що наречена сина не з Азії. Елеонор відмовляється залишити Ву в себе, тому вона з Ніком зупиняється в готелі. Стосунки з бабусею Янга в Рейчел склалися краще.
Нік з друзями йде на парубоцьку вечірку, а Рейчел — на дівич-вечір. Заздрісні жінки зіпсували настрій Ву своїми словами та вчинками. Щоб підбадьорити кохану Нік запрошує її на родинне ліплення пельменів, але Елеонор в розмові говорить, що Рейчел не буде гарною дружиною її сину.
Своєю розмовою з матір'ю Ніка Рейчел ділиться з Пек Лін. Прислухавшись до її порад Ву йде на весілля, виглядаючи неперевершено. Проте після церемонії Елеонор повідомляє, що Рейчел — позашлюбна дитина і її мати, Керрі, кинула свого чоловіка. Молода жінка тікає. Вона зупиняється в Пек Лін, куди приїздить Керрі. Мама розповідає, що чоловік бив її, а коли вони з однокласником закохалися один в одного та жінка завагітніла, то втекла в Америку.
Нік робить пропозицію Рейчел, але вона відмовляється. Про своє рішення вона повідомляє Елеонор за грою в маджонг. На борту літака несподівано з'являється Нік та знову робить пропозицію коханій, вже з каблучкою матері. Елеонор і Рейчел примиряються.

## У ролях
| Актор         | Роль            |
| ------------- | --------------- |
| Констанс Ву   | Рейчел Чу       |
| Генрі Голдінг | Нік Янг         |
| Джемма Чан    | Астрід Леон-Тео |
| Аквафіна      | Го Пек Лін      |
| Мішель Єо     | Елеонор Сан-Янг |
| Кріс Пенг     | Колін           |
| Ліза Лу       | Шан Су Ї        |
| Соноя Мідзуно | Арамінта Лі     |
| Кен Джонг     | Го Вай Мун      |
| Гаррі Шам     | Чарлі Ву        |

## Створення фільму

### Виробництво
Зйомки фільму почались у квітні 2017 року в Куала-Лумпур, Малайзія та Сингапурі. Крім того знімальну групу було помічено на Пенангу та Лангкаві. Зйомки тривали до 23 червня 2017 року.

### Знімальна група
- Кінорежисер — Джон М. Чу
- Сценаристи — Пітер Кьяреллі, Адель Лім
- Кінопродюсер — Ніна Джейкобсон, Джон Пенотті, Бред Сімпсон
- Композитор — Браян Тайлер
- Кінооператор — Ваня Чернюл
- Кіномонтаж — Мірон І. Керштейн
- Художник-постановник — Нельсон Коатс
- Артдиректори — Леслі Ів, Девід Інгрем
- Художник-декоратор — Ендрю Бейсмен
- Художник з костюмів — Мері І. Фогт
- Підбір акторів — Террі Тейлор[9].

## Сприйняття
Фільм отримав схвальні відгуки. На сайті Rotten Tomatoes оцінка стрічки становить 91 % на основі 302 відгуки від критиків (середня оцінка 7,6/10) і 78 % від глядачів із середньою оцінкою 4,0/5 (10 263 голоси). Фільму зарахований «свіжий помідор» від кінокритиків та «попкорн» від глядачів, Internet Movie Database — 7,1/10 (66 303 голоси), Metacritic — 74/100 (50 відгуків критиків) і 6,9/10 (197 відгуків від глядачів).